# Tecate Telmex Monterrey Grand Prix 2003
Tecate Telmex Monterrey Grand Prix 2003 var den andra deltävlingen i CART World Series 2003. Racet kördes den 23 mars på Fundiora Park i Monterrey, Mexiko. Paul Tracy tog sin andra raka seger och stärkte sitt grepp om mästerskapsledningen.

## Slutresultat
| Plats | Förare              | Team                      | Grid | Kvaltid  |
| ----- | ------------------- | ------------------------- | ---- | -------- |
| 1     | Paul Tracy          | Forsythe Racing           | 2    | 1.17,220 |
| 2     | Michel Jourdain Jr. | Team Rahal                | 5    | 1.15,869 |
| 3     | Alex Tagliani       | Rocketsports Racing       | 3    | 1.15,437 |
| 4     | Adrián Fernández    | Fernández Racing          | 6    | 1.15,938 |
| 5     | Bruno Junqueira     | Newman/Haas Racing        | 7    | 1.16,018 |
| 6     | Roberto Moreno      | Herdez Competition        | 14   | 1.17,205 |
| 7     | Darren Manning      | Walker Racing             | 13   | 1.16,954 |
| 8     | Patrick Carpentier  | Forsythe Racing           | 15   | 1.17,391 |
| 9     | Alex Yoong          | Dale Coyne Racing         | 16   | 1.18,350 |
| 10    | Patrick Lemarié     | PK Racing                 | 12   | 1.16,931 |
| 11    | Joël Camathias      | Dale Coyne Racing         | 19   | 1.19,305 |
| 12    | Ryan Hunter-Reay    | Spirit Team Johansson     | 9    | 1.16,533 |
| 13    | Mario Domínguez     | Herdez Competition        | 8    | 1.16,120 |
| 14    | Jimmy Vasser        | Spirit Team Johansson     | 16   | 1.18,038 |
| 15    | Rodolfo Lavín       | Walker Racing             | 18   | 1.18,593 |
| 16    | Mario Haberfeld     | Conquest Racing           | 11   | 1.16,911 |
| 17    | Sébastien Bourdais  | Newman/Haas Racing        | 1    | 1.14,938 |
| 18    | Oriol Servià        | Patrick Racing            | 4    | 1.15,476 |
| 19    | Tiago Monteiro      | Fittipaldi-Dingman Racing | 10   | 1.16,554 |